# Feldbahn der Palmölfabrik Poeloe Radja
| Poeloe Radja                         | Poeloe Radja        |
| ------------------------------------ | ------------------- |
| O&K-Lok, Cn2t, 30PS, Werks-Nr. 10309 |                     |
| Spurweite:                           | 600 mm (Schmalspur) |
|                                      |                     |

Die Feldbahn der Palmölfabrik Poeloe Radja war eine Schmalspurbahn auf einer Ölpalmenplantage in Pulau Rakyat (Pulu Raja) 35 km südwestlich von Tanjungbalai in der Asahan Regency auf der indonesischen Insel Sumatra.

## Streckenverlauf
Die Rubber Cultuur Maatschappij Amsterdam (RCMA), ein in den Niederlanden registriertes Unternehmen, begann 1908 mit der Anlage von Palmöl-Plantagen in Niederländisch-Indien. Auf ihrer Ölpalmenplantage in Pulau Rakyat verlegte sie eine Feldbahn mit einer Spurweite von 600 mm, die mit importierten Dampflokomotiven betrieben wurde. Die Feldbahn führte von der Dattelpalmenplantage zur Ölmühle.